# Championnats d'Océanie de cyclisme sur route 2014
Navigation
Championnats d'Océanie 2013 Championnats d'Océanie 2015
Les Championnats d'Océanie de cyclisme sur route 2014 ont lieu du 21 au 23 février 2014 à Nobby, dans la région de Toowoomba en Australie.

## Podiums masculins
| Compétitions             | Or              | Argent              | Bronze             |
| Élites                   |                 |                     |                    |
| Course en ligne          | Luke Durbridge  | Robert Power        | Bernard Sulzberger |
| Contre-la-montre         | Joseph Cooper   | William Clarke      | Lachlan Norris     |
| Hommes - Moins de 23 ans |                 |                     |                    |
| Course en ligne          | Robert Power    | Robert-Jon McCarthy | George Tansley     |
| Contre-la-montre         | Harry Carpenter | Campbell Flakemore  | Oscar Stevenson    |

## Podiums féminins
| Compétitions     | Or            | Argent           | Bronze       |
| Élites           |               |                  |              |
| Course en ligne  | Jessica Allen | Lisa Keeling     | Shara Gillow |
| Contre-la-montre | Shara Gillow  | Felicity Wardlaw | Reta Trotman |